# Cipriano de Kiev
Cipriano (em russo:  Киприан, em búlgaro: Киприан; c. 1330, Veliko Tarnovo, Segundo Império Búlgaro - 16 de setembro de 1406, aldeia de Golenishchevo, Grão-Ducado de Vladimir) foi Metropolita de Kiev, Rússia e Lituânia (1375-1380), Metropolita da Pequena Rússia e Lituânia (1380-1389) e Metropolita de Kiev e Toda a Rússia (1389-1406), que não se submeteu ao poder das Hordas Douradas, além de escritor, editor, tradutor e escriba. Reverenciado na Igreja Ortodoxa Russa sob a forma de santo.